# お宝発掘!?キラキラダイヤ
『お宝発掘!?キラキラダイヤ』（おたからはっくつキラキラダイヤ）は、2016年11月4日から2017年3月24日までKawaiian TVで放送されていたバラエティ番組。

## 概要
異なるアイドルグループの二人が拠点にしている関西の街や施設などで「ダイヤの原石」を見つける為にロケを行う番組。

## 視聴方法
Kawaiian TVは現在は多数のサービスで放送が行われているが、本番組は視聴可能なサービスが限られていた。

### 視聴可能なサービス
- スカパー!プレミアムサービス
- スカパー!プレミアムサービス光
- スカパー!オンデマンド
- J:COM
- ひかりTV(Kawaiian for ひかりTV、Kawaiian for ひかりTV4K) - 放送スケジュールはスカパー!などとは別になっていた(遅れて放送)。

### 視聴できないサービス
- ニコニコチャンネル(Kawaiian TV for ニコニコ) - 「Kawaiian TV for ニコニコ」は基本的に生放送番組のみの放送の為、放送が行われていない。

## 出演者
- 矢倉楓子(NMB48)
- EON(大阪☆春夏秋冬)
- 木尾陽平(アッパレード) - 進行担当。なぜかキバちゃんと呼ばれている。2017年1月まではシンクロック。

## 放送日程
| 回 | 放送日         | ロケ地                         | 備考                   |
| -- | -------------- | ------------------------------ | ---------------------- |
| 1  | 2016年11月4日  | 北加賀屋(大阪府大阪市住之江区) |                        |
| 2  | 2016年11月18日 | 北加賀屋(大阪府大阪市住之江区) |                        |
| 3  | 2016年12月30日 | ワールド牧場                   |                        |
| 4  | 2017年1月13日  | ワールド牧場                   | 馬、ドッグショー       |
| 4  | 2017年1月13日  | 大阪芸術大学                   | 大道芸                 |
| 5  | 2017年1月27日  | 大阪芸術大学                   | アフレコ体験、弓道部   |
| 6  | 2017年2月10日  | 新世界                         |                        |
| 7  | 2017年2月24日  | -                              | 矢倉楓子誕生日記念企画 |
| 8  | 2017年3月10日  | 新世界                         |                        |
| 9  | 2017年3月24日  | 新世界、通天閣                 |                        |